# Базарносызганский район
Базарносызганский район — административно-территориальная единица (административный район) и муниципальное образование (муниципальный район) на западе Ульяновской области России.
Административный центр — посёлок городского типа Базарный Сызган.

## География
Граничит с Пензенской областью и соседними районами Ульяновской области: Инзенским, Вешкаймским и Барышским.
Территория поверхности сложена песками и опоками палеогена. В рельефе преобладают возвышенные плато с глубоко врезанными верховьями рек. Среднегодовая температура +3,4 С°, количество осадков за год 450—500 мм. В почвенном покрове преобладают тёмно-серые лесные почвы.

## История
Впервые район существовал в 1935—1956 годах. С 25 января 1935 года в Куйбышевской области, с 19 января 1943 года — в составе Ульяновской области. Со 2 ноября 1956 года, с упразднением района, вошёл в состав Инзенского района Ульяновской области.
Вновь район образован Указом Президиума Верховного Совета РСФСР от 31 октября 1989 года «Образовать в Ульяновской области Базарно-Сызганский район с административным центром в рабочем посёлке Базарный Сызган, за счет части территории Инзенского района...».
Большая часть населённых пунктов возникла во второй половине XVII века.
Прежде по территории района проходил Пензенский почтовый тракт. Сегодня через район проходят железная и автомобильная дороги (Инза — Барыш).
Согласно закону Ульяновской области от 10 июля 2003 года № 93, район делился на рабочий посёлок Базарный Сызган (вместе с посёлком Бугры) и шесть сельсоветов: Должниковский, Краснососенский, Лапшаурский, Папузинский, Сосновоборский и Юрловский.
В 2005 году четыре сельсовета были преобразованы в сельские поселения, а Краснососенский и Юрловский — ликвидированы. Так, населённые пункты Краснососенского сельсовета (включая административный центр, село Красная Сосна) вошли в состав Базарносызганского городского поселения, а населённые пункты Юрловского сельсовета (включая административный центр, село Юрловка) вошли в состав Папузинского сельского поселения.

## Население
| 1939   | 2002    | 2005    | 2009    | 2010    | 2011    | 2012  | 2013  | 2014  |
| ------ | ------- | ------- | ------- | ------- | ------- | ----- | ----- | ----- |
| 34 923 | ↘11 363 | ↘10 900 | ↘10 263 | ↘10 083 | ↘10 052 | ↘9805 | ↘9524 | ↘9173 |
| 2015   | 2016    | 2017    | 2018    | 2019    | 2020    | 2021  |       |       |
| ↘8866  | ↘8671   | ↘8516   | ↘8340   | ↘8191   | ↘8035   | ↘7640 |       |       |

### Урбанизация
В городских условиях (рабочий посёлок Базарный Сызган) проживают  58,82 % населения района.

### Национальный состав
Русские составляют 89,0 % населения, мордва — 7,0 %, татары — 2,2 %, чуваши — 2,5 %.

## Административное деление
Базарносызганский административный район в рамках административно-территориального устройства области делится на 1 поселковый округ и 4 сельских округа.
Одноимённый муниципальный район в рамках организации местного самоуправления (муниципального устройства) включает 5 муниципальных образований, в том числе 1 городское поселение и 4 сельских поселения.
Поселковые округа соответствуют городским поселениям, сельские округа — сельским поселениям.
| № | Муниципальное образование             | Админ. центр                    | Количество населённых пунктов | Население (чел.) | Площадь (км²) |
| - | ------------------------------------- | ------------------------------- | ----------------------------- | ---------------- | ------------- |
| 1 | Базарносызганское городское поселение | рабочий посёлок Базарный Сызган | 5                             | ↘4843            | 101,64        |
| 2 | Должниковское сельское поселение      | село Должниково                 | 7                             | ↗677             | 124,50        |
| 3 | Лапшаурское сельское поселение        | село Лапшаур                    | 5                             | ↗594             | 197,55        |
| 4 | Папузинское сельское поселение        | село Папузы                     | 8                             | ↘890             | 195,69        |
| 5 | Сосновоборское сельское поселение     | посёлок Сосновый Бор            | 7                             | ↘636             | 205,85        |

### Населённые пункты
В районе находятся 32 населённых пункта, в том числе 1 городской (рабочий посёлок) и 31 сельский:
| №  | Населённый пункт  | Тип             | Население | Муниципальное образование             |
| -- | ----------------- | --------------- | --------- | ------------------------------------- |
| 1  | 753 км            | ж.д. казарма    | 0         | Должниковское сельское поселение      |
| 2  | Базарный Сызган   | рабочий посёлок | ↘4494     | Базарносызганское городское поселение |
| 3  | Вороновка         | село            | 80        | Сосновоборское сельское поселение     |
| 4  | Годяйкино         | село            | 209       | Сосновоборское сельское поселение     |
| 5  | Дальнее Поле      | посёлок         | 187       | Базарносызганское городское поселение |
| 6  | Девятовка         | деревня         | 6         | Лапшаурское сельское поселение        |
| 7  | Должниково        | разъезд         | 13        | Должниковское сельское поселение      |
| 8  | Должниково        | село            | 396       | Должниковское сельское поселение      |
| 9  | Дубки             | посёлок         | 60        | Должниковское сельское поселение      |
| 10 | Ждамеркино        | село            | 32        | Лапшаурское сельское поселение        |
| 11 | Жмакино           | деревня         | 4         | Сосновоборское сельское поселение     |
| 12 | Жуковка           | деревня         | 40        | Папузинское сельское поселение        |
| 13 | Знаменский Сюксюм | село            | 8         | Базарносызганское городское поселение |
| 14 | Иевлевка          | деревня         | 63        | Папузинское сельское поселение        |
| 15 | Красная Сосна     | село            | 255       | Базарносызганское городское поселение |
| 16 | Лапшаур           | село            | 449       | Лапшаурское сельское поселение        |
| 17 | Николаевка        | деревня         | 7         | Должниковское сельское поселение      |
| 18 | Однодворцы        | деревня         | 4         | Папузинское сельское поселение        |
| 19 | Отрадинский       | посёлок         | 75        | Сосновоборское сельское поселение     |
| 20 | Папуз-Гора        | деревня         | 59        | Папузинское сельское поселение        |
| 21 | Папузы            | село            | 490       | Папузинское сельское поселение        |
| 22 | Патрикеево        | село            | 152       | Папузинское сельское поселение        |
| 23 | Приют             | посёлок         | 0         | Сосновоборское сельское поселение     |
| 24 | Раздолье          | посёлок         | 352       | Должниковское сельское поселение      |
| 25 | Русская Хомутерь  | деревня         | 166       | Лапшаурское сельское поселение        |
| 26 | Сосновый Бор      | посёлок         | 553       | Сосновоборское сельское поселение     |
| 27 | Чаадаевка         | село            | 0         | Сосновоборское сельское поселение     |
| 28 | Чёрный Ключ       | посёлок         | 118       | Должниковское сельское поселение      |
| 29 | Чириково          | деревня         | 77        | Базарносызганское городское поселение |
| 30 | Широкий           | посёлок         | 32        | Папузинское сельское поселение        |
| 31 | Юрловка           | село            | 356       | Папузинское сельское поселение        |
| 32 | Ясачный Сызган    | село            | 125       | Лапшаурское сельское поселение        |

###### Упразднённые населённые пункты
- 10 декабря 2002 года были упразднены посёлки Дом Инвалидов Краснососенского сельсовета и Шишка рабочего поселка Базарный Сызган[24].
- посёлок Бугры рабочего поселка Базарный Сызган вошёл в состав посёлка Базарный Сызган.
- деревня Салмановка, ныне — урочище в Базарносызганском районе Ульяновской области[25].
- деревня Александровка, ныне — урочище в Базарносызганском районе Ульяновской области[25].
- посёлок Никольский (Эстонцы), ныне (с 1977) — урочище в Базарносызганском районе Ульяновской области[26].

## Флаг района
Флаг района утверждён 15 ноября 2013 года решением Совета депутатов муниципального образования «Базарносызганский район» № 23 и внесён в Государственный геральдический регистр Российской Федерации. См. статью: Флаг Базарносызганского района

## Описание герба
Герб отражает языком символов и аллегорий исторические и природные особенности Базарносызганского района.
Название района и название административного центра района посёлка Базарный Сызган — по реке Сызган (от татарского топонима «сыза» — овраги и «ган» — русло — «овражное русло»). Скосы, переходящие в оконечности щита в столб — гласное подтверждение названия района и его административного центра.
Сызганская слобода основана в 17 веке стрельцами на месте более древнего мордовского поселения, как сторожевой пограничный пункт на подступах к Карсунской засечной черте, что в гербе символически показано крепостной башней с отходящим в стороны палисадом.                                                                                                                                                                                                                                                     
Крепость в гербе Базарносызганского района аллегорически отражает и тот факт истории Базарного Сызгана, когда годы                             Гражданской войны на подступах к станции Базарная части Чехословацкого корпуса, двигающихся на Москву, были остановлены. Это стало началом разгрома восстания чехословаков.
Крепость — символ защиты, опоры, надёжности, сплочения и единства.
Лазурь — символ возвышенных устремлений, искренности, преданности, возрождения.
Зелёный цвет — символизирует природу, сельскохозяйственные угодья, весну, здоровье, молодость и надежду.
Золото — символ высшей ценности, величия, стабильности, богатства, урожая и солнечного света.

## Экономика
Ведущие отрасли экономики района — переработка с/х продукции, лесопереработка, деревоперерабатывающая и пищевая промышленность, а также сельское хозяйство, приборостроение и торговля.

## Промышленность
Промышленное производство представлено металлообработкой, лесоразработкой, бумажным и пищевым производством. Крупнейшие по численности предприятия сосредоточены в п. Базарный Сызган:
- ЗАО «БАСТОР»
- АО «Бастеп» (бывший завод «Теплоприбор») по производству приборов для автомобильной промышленности, термостатов, манометров, эконометров.
- Базарносызганский картонно-бумажный комбинат занимающийся производством картона

## Сельское хозяйство
Сельское хозяйство формально специализируется на молочно-мясном животноводстве, в том числе свиноводстве, выращивании зерновых и кормовых культур.
На территории района практически не осуществляется закупок шерсти, яиц, по объёмам закупок молока и мяса район занимает последнее место в области. В районе традиционно минимален надой на корову (в отдельные годы он едва превышал 1000 л. в год), поголовье скота очень малочисленно.

## Инфраструктура
В районе: 20 Домов культуры, 15 библиотек. Функционирует детская школа искусств. Издаётся еженедельная районная газета «Новое время».
На территории района 3 школы, ЦРБ, культурные учреждения, отделение связи.

## Достопримечательности
- «Базарносызганский государственный охотничий заказник», созданный в 1971 году для охраны и воспроизводства животных[27][28].
- Храм Димитрия Солунского (Базарный Сызган)
- Тихвинская церковь (Вороновка)

## Известные люди района
- Акимов Владимир Михайлович (1901—1957) — советский военный деятель, генерал-майор.
- Аксёнов Алексей Михайлович (1898—1938) — советский военный деятель, дивинженер (1935).
- Карабанов, Алексей Алексеевич — Герой Советского Союза, родился в селе Годяйкино.
- Потапов, Алексей Ефремович — полный кавалер орденов Славы;
- Машковцева, Антонина Алексеевна — Герой Социалистического Труда;
- Голиченков, Пётр Иванович (1921—1976) — Герой Советского Союза, младший лейтенант Советской Армии, участник Великой Отечественной войны, снайпер.
- Васин, Василий Иванович (1923—1949) — Герой Советского Союза, командир роты 21-го стрелкового полка 180-й стрелковой дивизии 38-й армии Воронежского фронта.
- Данилов Валерий Александрович (р. 1969) — советский и белорусский самбист, дзюдоист и боец рукопашного боя.
- Журавлёв, Павел Матвеевич (1898—1956) — советский разведчик, генерал-майор государственной безопасности.
- Мокшанов Дмитрий Иванович (р. 1935) — советский и российский военачальник.
- Колосов Николай Григорьевич (1897—1979) — советский гистолог, член-корреспондент АМН СССР (1945) и АН СССР (1953).
- Семёнов Дмитрий Иванович (1911—1945) — Герой Советского Союза, гвардии старший сержант Рабоче-крестьянской Красной Армии, участник Великой Отечественной войны.
- Сухаревский Эдуард Владимирович (1972—2013) — начальник регионального отдела Пограничной службы ФСБ России, полковник. Обучался в местной школе (Патрикеево) с семи лет.